# Arcuator latimaculosus
Arcuator latimaculosus är en tvåvingeart som beskrevs av Curtis W. Sabrosky 1985. Arcuator latimaculosus ingår i släktet Arcuator och familjen fritflugor.
Artens utbredningsområde är Kongo. Inga underarter finns listade i Catalogue of Life.